# Clearhaus
Clearhaus er en dansk indløsningsvirksomhed med hovedsæde i Aarhus. Virksomheden blev stiftet i 2011 og gik live i 2015. Virksomheden har drift i alle lande inden for EU28 + Schweiz. Deres kunder er webshops. Clearhaus gør det muligt for onlinebutikker at modtage betalinger lavet med Visa og Mastercard. De behandler desuden betalinger for webshops.

## Historie
I 2009 trådte det første betalingsservicedirektiv fra EU i kraft. Det gjorde det muligt at være en finansiel institution, uden at skulle have banklicens. På dette tidspunkt var det danske betalingsmarked domineret af et monopol, hvilket betød at udviklingen i branchen var langsom. Clearhaus så derfor en mulighed for at udfordre monopolet og reducere friktion inden for online betalinger.
Clearhaus blev stiftet i 2011 og startede med at udvikle teknologi og processer til at håndtere online betalinger. I 2015 fik de sit Visa og Mastercard licens, gik live og fik sin første kunde. Ved udgangen af året havde virksomheden opnået en markedsandel på 10% i Danmark. Ultimo 2017 havde virksomheden 7.500 kunder og 20% af det danske marked. I dag kommer over 80% af salget fra uden for Danmark.
Clearhaus købte i 2017 33% af den danske bank Københavns Andelskasse (under kontrol af Finansiel Stabilitet) for at lukke hullet mellem indløsning og traditionel bankvirksomhed.
I begyndelsen af 2018 gik Clearhaus sammen med betalingsgatewayen QuickPay om at udbyde Apple Pay som en betalingsmåde til de danske webshops.